# Ethan Vernon
Ethan Vernon (født 26. august 2000 i Bedford) er en cykelrytter fra England, der er på kontrakt hos Israel-Premier Tech.